# Лијам Пејн
Лијам Џејмс Пејн (енгл. Liam James Payne; 29. август 1993 — Буенос Ајрес, 16. октобар 2024) био је енглески певач и текстописац. Светску славу стекао је као члан бој бенда One Direction. Учествовао је у The X Factor 2008. године као соло извођач, али без превише успеха. Сајмон Кауел је 2010. године формирао групу One Direction, у којој се налазио и Пејн. Са бендом има објављених пет студијских албума, а 2019. године је издао први као солиста.
Са певачицом Шерил био је у вези од 2016. до 2018. године и са њом има једног сина.

## Дискографија
- LP1 (2019)